# Original Soundtrack Single 映画「しゃべれども しゃべれども」
「Original Soundtrack Single 映画「しゃべれども しゃべれども」」（オリジナル・サウンドトラック・シングル えいが しゃべれども しゃべれども）は、映画『しゃべれどもしゃべれども』のサウンドトラック集。2007年5月23日に発売された。

## 解説
このシングルは、ゆずが歌っている映画主題歌の「明日天気になぁれ」、映画のメインテーマ、古今亭菊志んによる落語が収録されている。

## 収録曲
1. 明日天気になぁれ / ゆず
  - 作詞・作曲:北川悠仁　プロデュース:寺岡呼人&ゆず
  - PVが制作されており、監督を担当したのは蜷川実花である。映画の舞台と同じ浅草、月島で撮影した。
2. しゃべれども しゃべれども メインテーマ / 安川午朗
3. 火焔太鼓 / 古今亭菊志ん

## 収録アルバム
- 明日天気になぁれ
  - WONDERFUL WORLD
  - YUZU YOU [2006-2011]